# Oostermeer (Ten Boer)
Het Oostermeer is een voormalig meertje of meerstal ten oosten van Woltersum en ten zuiden van Wittewierum in de provincie Groningen. Een mertken ten noorden van het Schildmaar wordt al omstreeks 1445 vermeld. De gronden in het meer waren in de negentiende eeuw eigendom van de gemeente Ten Boer, eerder van het kerspel Woltersum.
Door de aanleg van het Eemskanaal is het meertje verdwenen.